# Stefan Frechen
Stefan Frechen (* 26. Januar 1936 in Bonn; † 21. März 2019) war ein deutscher Politiker und ehemaliger Landtagsabgeordneter (SPD).

## Leben und Beruf
Nach dem Besuch der Volksschule und des Wirtschaftsgymnasiums war Frechen in der Versicherungswirtschaft tätig. Anschließend
studierte er Wirtschafts- und Sozialwissenschaften in Bonn, Köln und Paris, um dann als Landes- bzw. Kommunalbeamter beschäftigt zu sein. Im Anschluss an die Mitgliedschaft im Landtag war er im Finanzministerium des Landes Nordrhein-Westfalen tätig. Er war zuständig für den Abbau von Stellen im Rahmen der Aufgabenkritik, blieb selbst aber über das 65. Lebensjahr hinaus Beamter.
Der SPD gehörte Frechen seit 1971 an. Er war in zahlreichen Parteigremien tätig.
Frechen starb 2019 im Alter von 83 Jahren. Es ist eine Seebestattung vorgesehen.

## Abgeordneter
Vom 30. Mai 1985 bis zum 2. Juni 1997 war Frechen Mitglied des Landtags des Landes Nordrhein-Westfalen. Er wurde jeweils im Wahlkreis 027 Rhein-Sieg-Kreis I direkt gewählt. Während der 12. Wahlperiode schied er am 2. Juni 1997 aus.
Von 1975 bis 2001 war er Mitglied des Kreistages des Rhein-Sieg-Kreises.